# ATP München
ATP München sau BMW Open este un turneu de tenis masculin care are loc la  München, în Germania. Fondat în 1899 ca un eveniment combinat masculin și feminin și cunoscut anterior sub numele de Bavarian Open, turneul se joacă pe zgură în aer liber și face parte din Circuitul ATP. Este un turneu de nivel ATP 250.

## Rezultate

### Simplu
| An               | Campion                                | Finalist                               | Scor                                   |
| ---------------- | -------------------------------------- | -------------------------------------- | -------------------------------------- |
| 1899             | Richard Blaul                          | Mr. Stratzer                           | 7–5, 4–6, 6–3.                         |
| 1900             | Rudolf Pummerer                        | Harold R. Bates                        | 6–0, 9–7.                              |
| 1904             | Zdeněk Žemla                           | Rudolf Pummerer                        | 6–1, 6–2, 7–5.                         |
| 1905             | Rudolf Pummerer                        | Otto Paul Lindpaintner                 | 6–1, 6–2, 6–3.                         |
| 1908             | George Logie                           | Heinrich Kleinschroth                  | 7–5, 6–2, 6–1.                         |
| 1909             | Felix Pipes                            | Robert Kleinschroth                    | 6–0, ret.                              |
| 1910             | Heinrich Kleinschroth                  | Hugo Albrecht                          | 6–1, 6–0, 6–1.                         |
| 1928             | Guillermo Robson                       | Erik Worm                              | 6–3, 5–7, 7–5.                         |
| 1929             | Alberto Del Bono                       | Erik Worm                              | 6–4, 6–4.                              |
| 1930             | Emmanuel du Plaix                      | Richard B. Bell                        | 2–6, 6–3, 3–6, 6–2, 6–4.               |
| 1931             | Hyotaro Sato                           | Enrique Maier                          | 7–5, 4–6, 7–5, 6–1.                    |
| 1932             | Heinz Remmert                          | William Lawrence Breese                | 6–1, 3–6, 6–3, 8–6.                    |
| 1933             | William Lawrence Breese                | Edler von der Planitz                  | 6–4, 6–1.                              |
| 1935             | Heinz Tüscher                          | Eberhard Nourney                       | 4–6, 6–2, 8–6.                         |
| 1936             | Alfred Gerstl                          | Rolf Göpfert                           | 6–4, 6–3.                              |
| 1937             | Georg von Metaxa                       | Ludwig Louis Haensch                   | 4–6, 6–2, 4–6, 7–5, 6–3.               |
| 1938             | Edmund Bartkowiak                      | Joachim Hildebrandt                    | 6-3, 6-2, 1-1, ret.                    |
| 1939             | Henner Henkel                          | Engelbert Koch                         | 6–4, 6–4, 6–2.                         |
| 1940–1945        | Nu s-a ținut                           | Nu s-a ținut                           | Nu s-a ținut                           |
| 1946             | Gottfried von Cramm                    | Roderich Menzel                        | 6–3, 6–0, 6–3.                         |
| 1947             | Roderich Menzel                        | Gottfried von Cramm                    | 6–2, 6–4, 6–2.                         |
| 1948             | Helmuth Gulcz                          | Willi Stingl                           | 7–5, retd.                             |
| 1949             | Gottfried von Cramm                    | Ernst Buchholz                         | 3–6, 7–5, 6–1, 6–0.                    |
| 1950             | Gottfried von Cramm                    | Jan Dostál                             | 6–4, 6–4, 6–1.                         |
| 1951             | Rolando Del Bello                      | Roderich Menzel                        | 6–2, 1–6, 7–5, 6–2.                    |
| 1952             | Nu s-a ținut                           | Nu s-a ținut                           | Nu s-a ținut                           |
| 1953             | Jaroslav Drobný                        | Armando Vieira                         | 6–3, 6–1, 6–3.                         |
| 1954             | Budge Patty                            | Hugh Stewart                           | 6–4, 6–2, 6–4.                         |
| 1955             | Budge Patty                            | Art Larsen                             | 6–3, 6–3, 6–3.                         |
| 1956             | Budge Patty                            | Lew Hoad                               | 1–6, 0–6, 6–2, 7–5, 6–4.               |
| 1957             | Mervyn Rose                            | Budge Patty                            | 5–7, 12–10, 5–7, 6–2, 6–4.             |
| 1958             | Orlando Sirola                         | Luis Ayala                             | 3–6, 7–5, 1–6, 11–9, 6–4.              |
| 1959             | Bob Hewitt                             | Pierre Darmon                          | 6–3, 6–3, 8–6.                         |
| 1960             | Don Candy                              | Jan-Erik Lundqvist                     | 5–7, 6–3, 6–0, 3–6, 6–2.               |
| 1961             | Roy Emerson                            | Bob Hewitt                             | 6–2, 6–3, 6–2.                         |
| 1962             | José Edison Mandarino                  | Manuel Santana                         | 1–6, 6–3, 6–2, 6–4.                    |
| 1963             | Patricio Rodríguez                     | Nikola Pilić                           | 1–6, 4–6, 7–5, 9–7, 6–2.               |
| 1964             | Manuel Santana                         | Bob Hewitt                             | 6–2, 6–3, 11–9.                        |
| 1965             | Christian Kuhnke                       | Ingo Buding                            | 6–4, 6–1, 6–3.                         |
| 1966             | István Gulyás                          | Wilhelm Bungert                        | 6–4, 4–6, 8–6, 9–7.                    |
| 1967             | Martin Mulligan                        | Wilhelm Bungert                        | 6–4, 3–6, 6–4, 6–4.                    |
| 1968             | Martin Mulligan                        | Ion Țiriac                             | 6–3, 3–6, 7–5, 6–3.                    |
| ↓ Era deschisă ↓ |                                        |                                        |                                        |
| 1969             | Bob Hewitt                             | Christian Kuhnke                       | 6–4, 3–6, 6–2, 6–2.                    |
| 1970             | Ion Țiriac                             | Nikola Pilić                           | 2–6, 9–7, 6–3, 6–4.                    |
| 1971             | Juan Gisbert Sr                        | Péter Szőke                            | 6–2, 6–4, 6–4.                         |
| 1972             | Nu s-a ținut                           | Nu s-a ținut                           | Nu s-a ținut                           |
| 1973             | Sandy Mayer                            | Harald Elschenbroich                   | 6–4, 6–3, 6–3                          |
| 1974             | Jürgen Fassbender                      | François Jauffret                      | 6–2, 5–7, 6–1, 6–4                     |
| 1975             | Guillermo Vilas                        | Karl Meiler                            | 2–6, 6–0, 6–2, 6–3                     |
| 1976             | Manuel Orantes                         | Karl Meiler                            | 6–1, 6–4, 6–1                          |
| 1977             | Željko Franulović                      | Víctor Pecci                           | 6–1, 6–1, 6–7, 7–5                     |
| 1978             | Guillermo Vilas                        | Buster Mottram                         | 6–1, 6–3, 6–3                          |
| 1979             | Manuel Orantes                         | Wojciech Fibak                         | 6–3, 6–2, 6–4                          |
| 1980             | Rolf Gehring                           | Christophe Freyss                      | 6–2, 0–6, 6–2, 6–2                     |
| 1981             | Chris Lewis                            | Christophe Roger-Vasselin              | 4–6, 6–2, 2–6, 6–1, 6–1                |
| 1982             | Gene Mayer                             | Peter Elter                            | 3–6, 6–3, 6–2, 6–1                     |
| 1983             | Tomáš Šmíd                             | Joakim Nyström                         | 6–0, 6–3, 4–6, 2–6, 7–5                |
| 1984             | Libor Pimek                            | Gene Mayer                             | 6–4, 4–6, 7–6, 6–4                     |
| 1985             | Joakim Nyström                         | Hans Schwaier                          | 6–1, 6–0                               |
| 1986             | Emilio Sánchez                         | Ricki Osterthun                        | 6–1, 6–3                               |
| 1987             | Guillermo Pérez Roldán                 | Marián Vajda                           | 6–3, 7–6                               |
| 1988             | Guillermo Pérez Roldán                 | Jonas Svensson                         | 7–5, 6–3                               |
| 1989             | Andrei Chesnokov                       | Martin Střelba                         | 5–7, 7–6, 6–2                          |
| 1990             | Karel Nováček                          | Thomas Muster                          | 6–4, 6–2                               |
| 1991             | Magnus Gustafsson                      | Guillermo Pérez Roldán                 | 3–6, 6–3, 4–3, retired                 |
| 1992             | Magnus Larsson                         | Petr Korda                             | 6–4, 4–6, 6–1                          |
| 1993             | Ivan Lendl                             | Michael Stich                          | 7–6(7–2), 6–3                          |
| 1994             | Michael Stich                          | Petr Korda                             | 6–2, 2–6, 6–3                          |
| 1995             | Wayne Ferreira                         | Michael Stich                          | 7–5, 7–6(8–6)                          |
| 1996             | Slava Doseděl                          | Carlos Moyá                            | 6–4, 4–6, 6–3                          |
| 1997             | Mark Philippoussis                     | Àlex Corretja                          | 7–6(7–3), 1–6, 6–4                     |
| 1998             | Thomas Enqvist                         | Andre Agassi                           | 6–7(4–7), 7–6(8–6), 6–4                |
| 1999             | Franco Squillari                       | Andrei Pavel                           | 6–4, 6–3                               |
| 2000             | Franco Squillari                       | Tommy Haas                             | 6–4, 6–4                               |
| 2001             | Jiří Novák                             | Anthony Dupuis                         | 6–4, 7–5                               |
| 2002             | Younes El Aynaoui                      | Rainer Schüttler                       | 6–4, 6–4                               |
| 2003             | Roger Federer                          | Jarkko Nieminen                        | 6–1, 6–4                               |
| 2004             | Nikolai Davîdenko                      | Martin Verkerk                         | 6–4, 7–5                               |
| 2005             | David Nalbandian                       | Andrei Pavel                           | 6–4, 6–1                               |
| 2006             | Olivier Rochus                         | Kristof Vliegen                        | 6–4, 6–2                               |
| 2007             | Philipp Kohlschreiber                  | Mikhail Youzhny                        | 2–6, 6–3, 6–4                          |
| 2008             | Fernando González                      | Simone Bolelli                         | 7–6(7–4), 6–7(4–7), 6–3                |
| 2009             | Tomáš Berdych                          | Mikhail Youzhny                        | 6–4, 4–6, 7–6(7–5)                     |
| 2010             | Mikhail Youzhny                        | Marin Čilić                            | 6–3, 4–6, 6–4                          |
| 2011             | Nikolai Davîdenko                      | Florian Mayer                          | 6–3, 3–6, 6–1                          |
| 2012             | Philipp Kohlschreiber                  | Marin Čilić                            | 7–6(10–8), 6–3                         |
| 2013             | Tommy Haas                             | Philipp Kohlschreiber                  | 6–3, 7–6(7–3)                          |
| 2014             | Martin Kližan                          | Fabio Fognini                          | 2–6, 6–1, 6–2                          |
| 2015             | Andy Murray                            | Philipp Kohlschreiber                  | 7–6(7–4), 5–7, 7–6(7–4)                |
| 2016             | Philipp Kohlschreiber                  | Dominic Thiem                          | 7–6(9–7), 4–6, 7–6(7–4)                |
| 2017             | Alexander Zverev                       | Guido Pella                            | 6–4, 6–3                               |
| 2018             | Alexander Zverev                       | Philipp Kohlschreiber                  | 6–3, 6–3                               |
| 2019             | Cristian Garín                         | Matteo Berrettini                      | 6–1, 3–6, 7–6(7–1)                     |
| 2020             | Anulat din cauza pandemiei de COVID-19 | Anulat din cauza pandemiei de COVID-19 | Anulat din cauza pandemiei de COVID-19 |
| 2021             | Nikoloz Basilașvili                    | Jan-Lennard Struff                     | 6–4, 7–6(7–5)                          |
| 2022             | Holger Rune                            | Botic van de Zandschulp                | 3–4, retired                           |
| 2023             | Holger Rune                            | Botic van de Zandschulp                | 6–4, 1–6, 7–6(7–3)                     |
| 2024             | Jan-Lennard Struff                     | Taylor Fritz                           | 7–5, 6–3                               |
| 2025             | Alexander Zverev                       | Ben Shelton                            | 6-2, 6–4                               |

### Dublu
| An   | Campioni                               | Finaliști                              | Scor                                   |
| ---- | -------------------------------------- | -------------------------------------- | -------------------------------------- |
| 1974 | Antonio Muñoz Manuel Orantes           | Jürgen Fassbender Hans-Jürgen Pohmann  | 2–6, 6–4, 7–6, 6–2                     |
| 1975 | Wojciech Fibak Jan Kodeš               | Milan Holeček Karl Meiler              | 7–5, 6–3                               |
| 1976 | Juan Gisbert Manuel Orantes            | Jürgen Fassbender Hans-Jürgen Pohmann  | 1–6, 6–3, 6–2, 2–3, retired            |
| 1977 | František Pála Balázs Taróczy          | Nikki Spear John Whitlinger            | 6–3, 6–4                               |
| 1978 | Ion Țiriac Guillermo Vilas             | Jürgen Fassbender Tom Okker            | 3–6, 6–4, 7–6                          |
| 1979 | Wojciech Fibak Tom Okker               | Jürgen Fassbender Jean-Louis Haillet   | 7–6, 7–5                               |
| 1980 | Heinz Günthardt Bob Hewitt             | David Carter Chris Lewis               | 7–6, 6–1                               |
| 1981 | David Carter Paul Kronk                | Eric Fromm Shlomo Glickstein           | 6–3, 6–4                               |
| 1982 | Chip Hooper Mel Purcell                | Tian Viljoen Danie Visser              | 6–4, 7–6                               |
| 1983 | Chris Lewis Pavel Složil               | Anders Järryd Tomáš Šmíd               | 6–4, 6–2                               |
| 1984 | Boris Becker Wojciech Fibak            | Eric Fromm Florin Segărceanu           | 6–4, 4–6, 6–1                          |
| 1985 | Mark Edmondson Kim Warwick             | Sergio Casal Emilio Sánchez            | 4–6, 7–5, 7–5                          |
| 1986 | Sergio Casal Emilio Sánchez            | Broderick Dyke Wally Masur             | 6–3, 4–6, 6–3                          |
| 1987 | Jim Pugh Blaine Willenborg             | Sergio Casal Emilio Sánchez            | 7–6, 4–6, 6–4                          |
| 1988 | Rick Leach Jim Pugh                    | Alberto Mancini Christian Miniussi     | 7–6, 6–1                               |
| 1989 | Javier Sánchez Balázs Taróczy          | Peter Doohan Laurie Warder             | 7–6, 6–3                               |
| 1990 | Udo Riglewski Michael Stich            | Petr Korda Tomáš Šmíd                  | 6–1, 6–4                               |
| 1991 | Patrick Galbraith Todd Witsken         | Anders Järryd Danie Visser             | 7–5, 6–4                               |
| 1992 | David Adams Menno Oosting              | Carl Limberger Tomáš Anzari            | 3–6, 7–5, 6–3                          |
| 1993 | Martin Damm Henrik Holm                | Karel Nováček Carl-Uwe Steeb           | 6–0, 3–6, 7–5                          |
| 1994 | Yevgeny Kafelnikov David Rikl          | Boris Becker Petr Korda                | 7–6, 7–5                               |
| 1995 | Trevor Kronemann David Macpherson      | Luis Lobo Javier Sánchez               | 6–3, 6–4                               |
| 1996 | Lan Bale Stephen Noteboom              | Olivier Delaître Diego Nargiso         | 4–6, 7–6, 6–4                          |
| 1997 | Pablo Albano Àlex Corretja             | Karsten Braasch Jens Knippschild       | 3–6, 7–5, 6–2                          |
| 1998 | Todd Woodbridge Mark Woodforde         | Joshua Eagle Andrew Florent            | 6–0, 6–3                               |
| 1999 | Daniel Orsanic Mariano Puerta          | Massimo Bertolini Cristian Brandi      | 7–6, 3–6, 7–6                          |
| 2000 | David Adams John-Laffnie de Jager      | Max Mirnyi Nenad Zimonjić              | 6–4, 6–4                               |
| 2001 | Petr Luxa Radek Štěpánek               | Jaime Oncins Daniel Orsanic            | 5–7, 6–2, 7–6                          |
| 2002 | Petr Luxa Radek Štěpánek               | Petr Pála Pavel Vízner                 | 6–0, 6–7, [11–9]                       |
| 2003 | Wayne Black Kevin Ullyett              | Joshua Eagle Jared Palmer              | 6–3, 7–5                               |
| 2004 | James Blake Mark Merklein              | Julian Knowle Nenad Zimonjić           | 6–2, 6–4                               |
| 2005 | Mario Ančić Julian Knowle              | Florian Mayer Alexander Waske          | 6–3, 1–6, 6–3                          |
| 2006 | Andrei Pavel Alexander Waske           | Alexander Peya Björn Phau              | 6–4, 6–2                               |
| 2007 | Philipp Kohlschreiber Mikhail Youzhny  | Jan Hájek Jaroslav Levinský            | 6–1, 6–4                               |
| 2008 | Michael Berrer Rainer Schüttler        | Scott Lipsky David Martin              | 7–5, 3–6, [10–8]                       |
| 2009 | Jan Hernych Ivo Minář                  | Ashley Fisher Jordan Kerr              | 6–4, 6–4                               |
| 2010 | Oliver Marach Santiago Ventura         | Eric Butorac Michael Kohlmann          | 5–7, 6–3, [16–14]                      |
| 2011 | Simone Bolelli Horacio Zeballos        | Andreas Beck Christopher Kas           | 7–6(7–3), 6–4                          |
| 2012 | František Čermák Filip Polášek         | Xavier Malisse Dick Norman             | 6–4, 7–5                               |
| 2013 | Jarkko Nieminen Dmitry Tursunov        | Marcos Baghdatis Eric Butorac          | 6–1, 6–4                               |
| 2014 | Jamie Murray John Peers                | Colin Fleming Ross Hutchins            | 6–4, 6–2                               |
| 2015 | Alexander Peya Bruno Soares            | Alexander Zverev Mischa Zverev         | 4–6, 6–1, [10–5]                       |
| 2016 | Henri Kontinen John Peers              | Juan Sebastián Cabal Robert Farah      | 6–3, 3–6, [10–7]                       |
| 2017 | Juan Sebastián Cabal Robert Farah      | Jérémy Chardy Fabrice Martin           | 6–3, 6–3                               |
| 2018 | Ivan Dodig Rajeev Ram                  | Nikola Mektić Alexander Peya           | 6–3, 7–5                               |
| 2019 | Frederik Nielsen Tim Pütz              | Marcelo Demoliner Divij Sharan         | 6–4, 6–2                               |
| 2020 | Anulat din cauza pandemiei de COVID-19 | Anulat din cauza pandemiei de COVID-19 | Anulat din cauza pandemiei de COVID-19 |
| 2021 | Kevin Krawietz Wesley Koolhof          | Sander Gillé Joran Vliegen             | 4–6, 6–4, [10–5]                       |
| 2022 | Kevin Krawietz Andreas Mies            | Rafael Matos David Vega Hernández      | 4–6, 6–4, [10–7]                       |
| 2023 | Alexander Erler Lucas Miedler          | Kevin Krawietz Tim Pütz                | 6–3, 6–4                               |
| 2024 | Yuki Bhambri Albano Olivetti           | Andreas Mies Jan-Lennard Struff        | 7–6(8–6), 7–6(7–5)                     |
| 2025 | André Göransson Sem Verbeek            | Kevin Krawietz Tim Pütz                | 6–4, 6–4                               |